# 骨龙等处长官司
骨龙等处长官司，元朝时设置的长官司。它位於現今貴州省龍里縣北部小谷龍一帶。
治所在今贵州省龙里县北，属顺元等路军民安抚司。明朝洪武初年，废。 